# Trirhithrum manganum
Trirhithrum manganum är en tvåvingeart som beskrevs av Munro 1954. Trirhithrum manganum ingår i släktet Trirhithrum och familjen borrflugor.
Artens utbredningsområde är Madagaskar. Inga underarter finns listade i Catalogue of Life.